# Scoloplos ehlersi
Scoloplos ehlersi är en ringmaskart som beskrevs av Blake 1985. Scoloplos ehlersi ingår i släktet Scoloplos och familjen Orbiniidae. Inga underarter finns listade i Catalogue of Life.